# Versetalsperre
Die Versetalsperre ist eine mittelgroße Talsperre im Märkischen Kreis von Nordrhein-Westfalen. Gelegen am Westrand des Naturparks Sauerland-Rothaargebirge wird seit 1952 mit einem Damm südlich von Lüdenscheid das kleine Flüsschen Verse zum Versesee aufgestaut. Zweck und Anlass zum Bau der Versetalsperre ist die Niedrigwasseraufhöhung der Ruhr, die durch den Ruhrverband in Essen zentral gesteuert wird. Der Verband betreibt noch weitere sieben Talsperren im Sauerland.
Bis zum Bau der auch kurz nur Verse genannten Talsperre trug die wenige Kilometer flussauf liegende heutige Fürwiggetalsperre diesen Namen.

## Planung und Bau

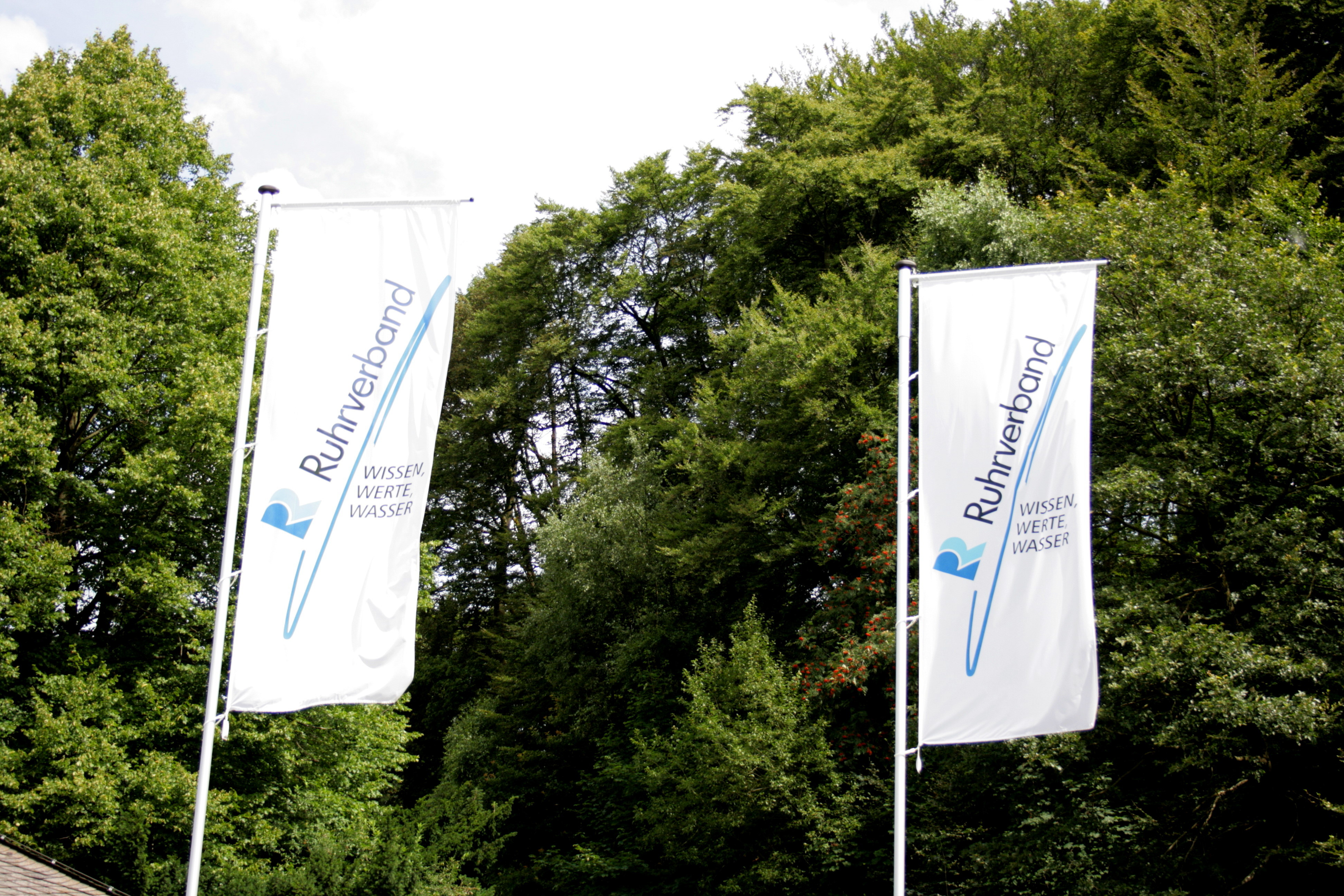

Der 1899 gegründete Ruhrtalsperrenverein (RTV) hatte gemäß seiner Aufgaben die Talsperrenprojekte im Sauerland begleitet und finanziell unterstützt, um die Versorgung des Ruhrgebiets mit ausreichend Wasser zu sichern. Grundlage war das preußische Genossenschaftsgesetz, wodurch alle Nutzer per Umlageverfahren an den Kosten solcher Vorhaben beteiligt werden konnten. Mit dem Bau der Möhnetalsperre (Eröffnung 1913) hatte der Verein seine erste eigener Talsperre errichtet und plante weitere Talsperren im Einzugsgebiet der Ruhr, um dem steigenden Wasserbedarf im Ruhrgebiet nachzukommen. Ein Projekt war der Bau der Unteren Versetalsperre. Damals bestand schon die Obere Versetalsperre, die heute den Namen Fürwigge trägt. Die kleine Sperre war aber für den vorgesehenen Zweck nicht ausreichend.
Im Gegensatz zu den bis zum Ersten Weltkrieg gebauten Talsperren hatte der leitende RTV-Baudirektor Ernst Link als Sperrbauwerk einen Schüttdamm mit innen liegender Betondichtung vorgesehen. Dieses Bauprinzip war vorher von ihm beim Bau der 1930 eröffneten Sorpetalsperre angewandt worden. Ein solcher Damm sollte oberhalb des städtischen Pumpwerkes in Treckinghausen das Tal auf kurzem Weg abriegeln. Um ein größeres Stauvolumen zu erreichen, wurde in der ersten Bauphase die geplante Dammhöhe noch um zweieinhalb Meter erhöht.
Die Planungen kamen auch einem Bedürfnis der Stadt Lüdenscheid entgegen, die Wasserversorgung für ihr Wasserwerk in Treckinghausen zu sichern. Sie übereignete ihre Grundstücke im vorgesehenen Versetal dem RTV und sicherte sich im Gegenzug pro Jahr mindestens drei Millionen Kubikmeter Wasser zur eigenen Verwendung.

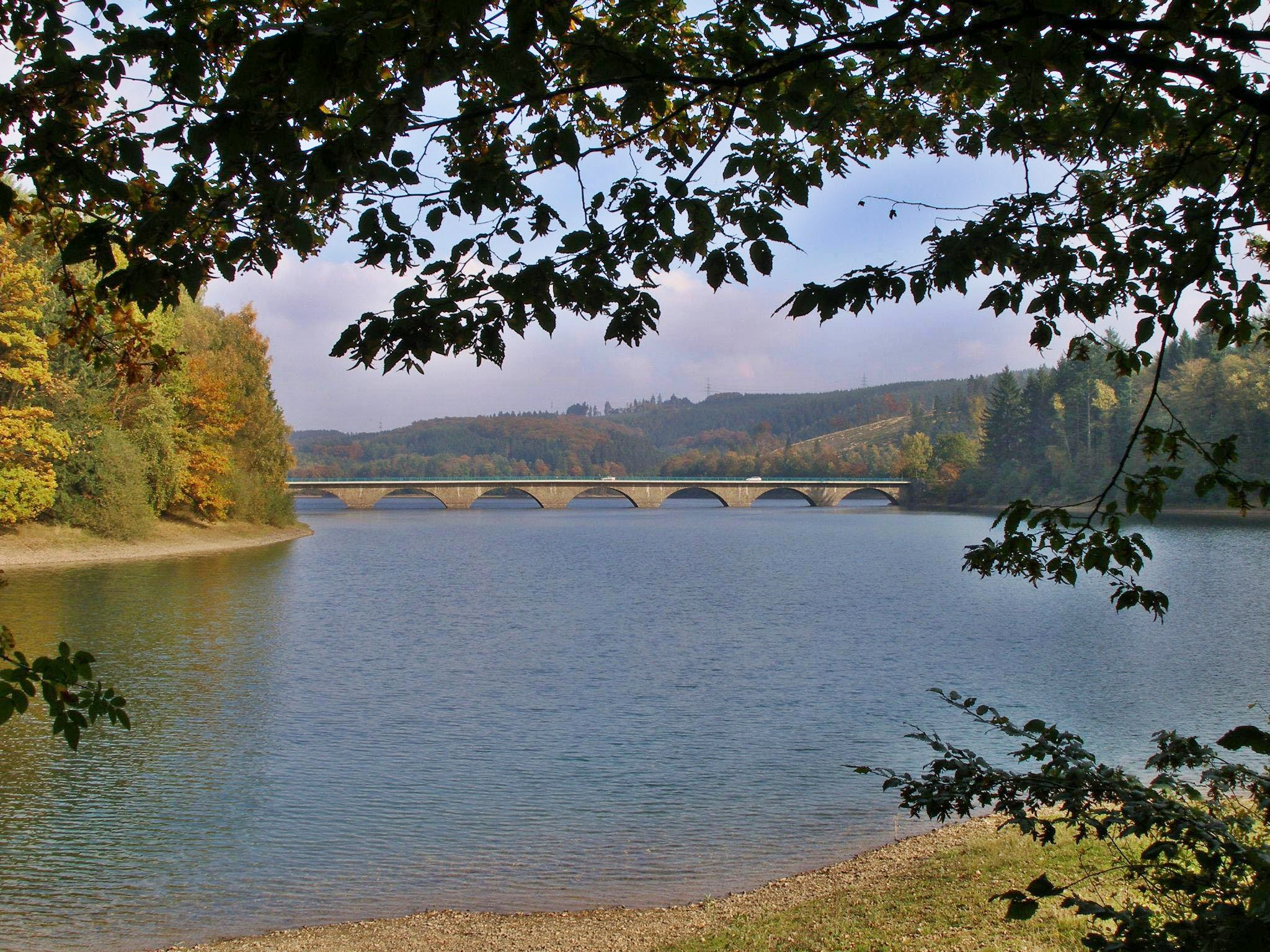
Klamer Brücke über die Versetalsperre

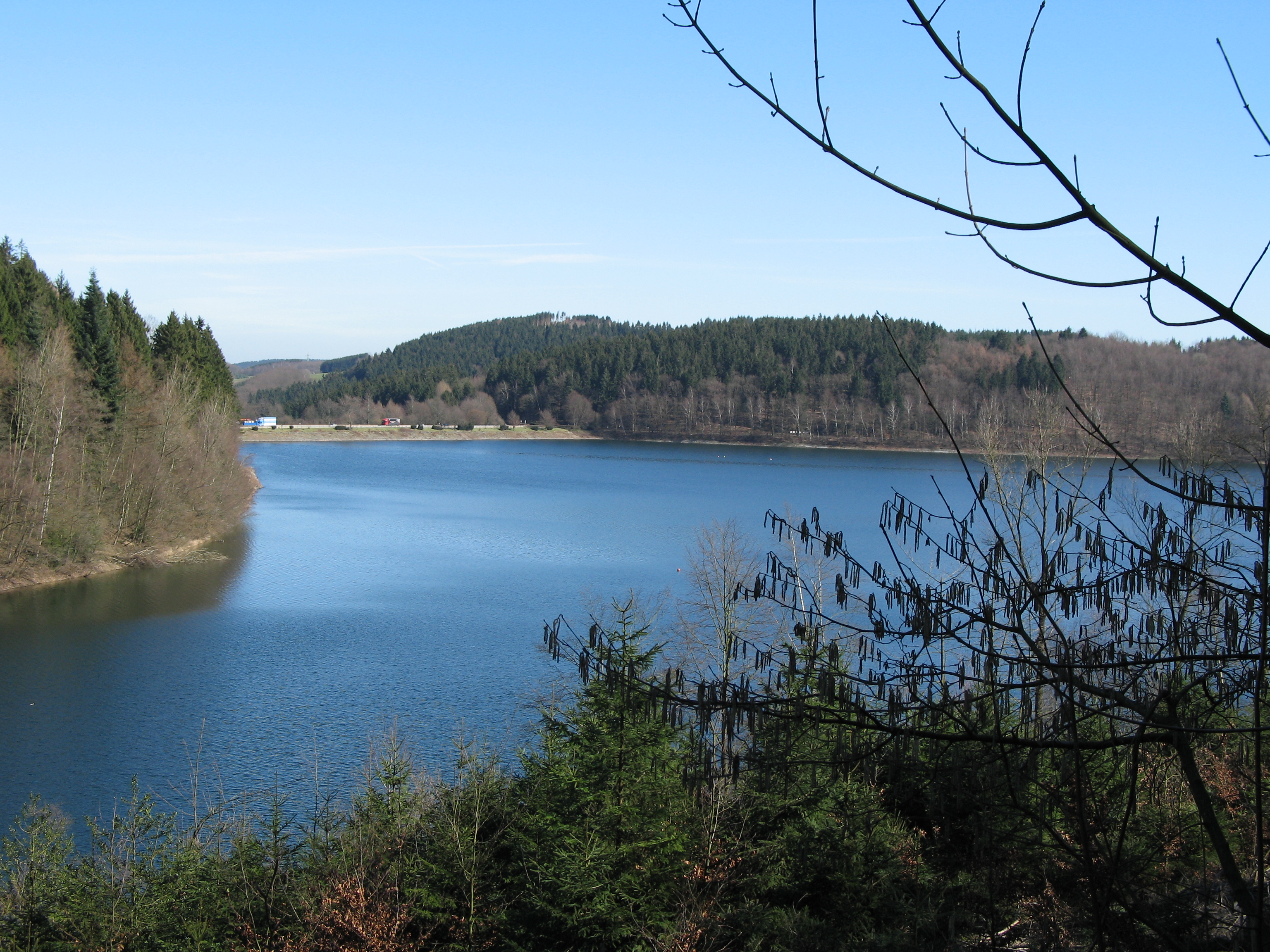
Blick über den See mit Damm im Hintergrund

Am 21. Februar 1929 erfolgte der Beschluss des RTV zum Bau der Talsperre. Jedoch war die Baumaßnahme geprägt durch die Weltwirtschaftskrise, die auch in Deutschland zu Arbeitslosigkeit und einer Destabilisierung der öffentlichen Finanzen führte. Daher mussten die Arbeiten immer wieder unterbrochen werden, sodass die endgültige Fertigstellung mehr als 20 Jahre dauerte. Erste Baumaßnahme war die Verlegung der Provinzialstraße aus dem Talgrund an den westlichen Rand des künftigen Stausees. Um die Bucht am Klamer Bach abzukürzen, war die Errichtung der Klamer Brücke erforderlich. Das Viadukt von 210 Meter Länge und 28 Meter Höhe konnte noch bis Ende 1931 fertig gestellt werden. Die letzte Aktion vor Einstellung der Arbeiten war 1932 die Inbetriebnahme der Vorsperre bei der Ortschaft Steinbach.
Nach fünf Jahren erhielt die Fa. Hochtief 1938 den nächsten Bauauftrag. Die bis in den Zweiten Weltkrieg reichende Phase war geprägt durch den Einsatz des Reichsarbeitsdienstes und später von Gefangenen aus dem Arbeitserziehungslager (AEL) Hunswinkel. In Zusammenarbeit mit der GeStaPo wurden bis zum Ende des Kriegs etwa 5000 Zwangsarbeiter aus der Sowjetunion, Deutschland, Polen, Belgien, Frankreich, Italien, Jugoslawien und den Niederlanden für 6 bis 12 Wochen auf engstem Raum im Arbeitslager untergebracht und zur Arbeit auf der Baustelle gezwungen. Durch Hunger, Erschöpfung und Gewaltexzesse des Bewachungspersonals waren die Bedingungen im Lager von denen in einem KZ kaum noch zu unterscheiden. Fluchtversuche wurden rigoros bestraft bzw. durch Erschießen beendet. Am Ende waren mindestens 550 Gefangene im AEL zu Tode gekommen. Schon 1942 war Hunswinkel als Exekutionsstätte von Zwangsarbeitern aus anderen Regionen genutzt worden. Bis Anfang 1945 wurden immer wieder Gefangene aus Polizeigefängnissen zum Lager gebracht und erschossen.
Mit dem Wirtschaftsaufschwung nach der Währungsreform konnten 1948 die Arbeiten an der Talsperre wieder aufgenommen werden. Als Auftragnehmer brachte die Firma Hochtief Großgeräte und eine Betonfabrik an die Dammbaustelle, um den Betonkern in Dammmitte zu erstellen und die Schüttmassen beiderseits zu verteilen. Am 14. April 1951 fand die feierlichen Eröffnung mit Beginn des Probestaus statt. Es folgten noch die Restarbeiten zum Bau der Hochwasserablaufrinne und der Ausbau der Straße nach Herscheid über die Dammkrone, die bis Ende 1952 dauerten. Anfang Juli 1953 lag die Betriebsgenehmigung vor und am 1. Oktober 1954 erreichte die Versetalsperre zum ersten Mal den Vollstau.
Der Bau erforderte die Umsiedlung von 91 Bewohnern aus 9 Siedlungen, wobei die dabei überflutenden Dörfer bis heute erhalten sind und bei niedrigem Wasserstand z. T. sogar sichtbar sind (daher auch der Name Klamer Brücke → Abgeleitet vom Dorf Klame).

## Einzugsgebiet
Das Einzugsgebiet der Talsperre ist ein locker bewaldetes Hügelland am Nordrand des Ebbegebirges, das von feuchten Wiesenmulden durchzogen ist. Die Waldflächen im Nahbereich sichern durch ihre Filterwirkung die gute Wasserqualität und dienen dem Hochwasserschutz durch Retention. In dem dünn besiedelten Gebiet wird vorherrschend Milchviehwirtschaft und Forstwirtschaft betrieben. Der namensgebende Fluss entspringt nordöstlich von Meinerzhagen und speist zunächst die Fürwiggetalsperre. Zwei Kilometer weiter unterhalb läuft sie in das Vorbecken der Versetalsperre und mündet nach insgesamt 25 Kilometern bei Werdohl in den linken Hauptnebenfluss der Ruhr, die Lenne.
Die Größe des Einzugsgebiets beträgt 23,7 km². Über den jährlichen Niederschlag fließen im Mittel pro Jahr 21,9 Mio. m³ in den Speicherraum. Mit dem Ausbaugrad von 1,49 zählt die Verse zu den Überjahresspeichern, die mit dem Gesamtzufluss eines Jahres nicht gefüllt werden können.

## Bauwerke und Betriebseinrichtungen

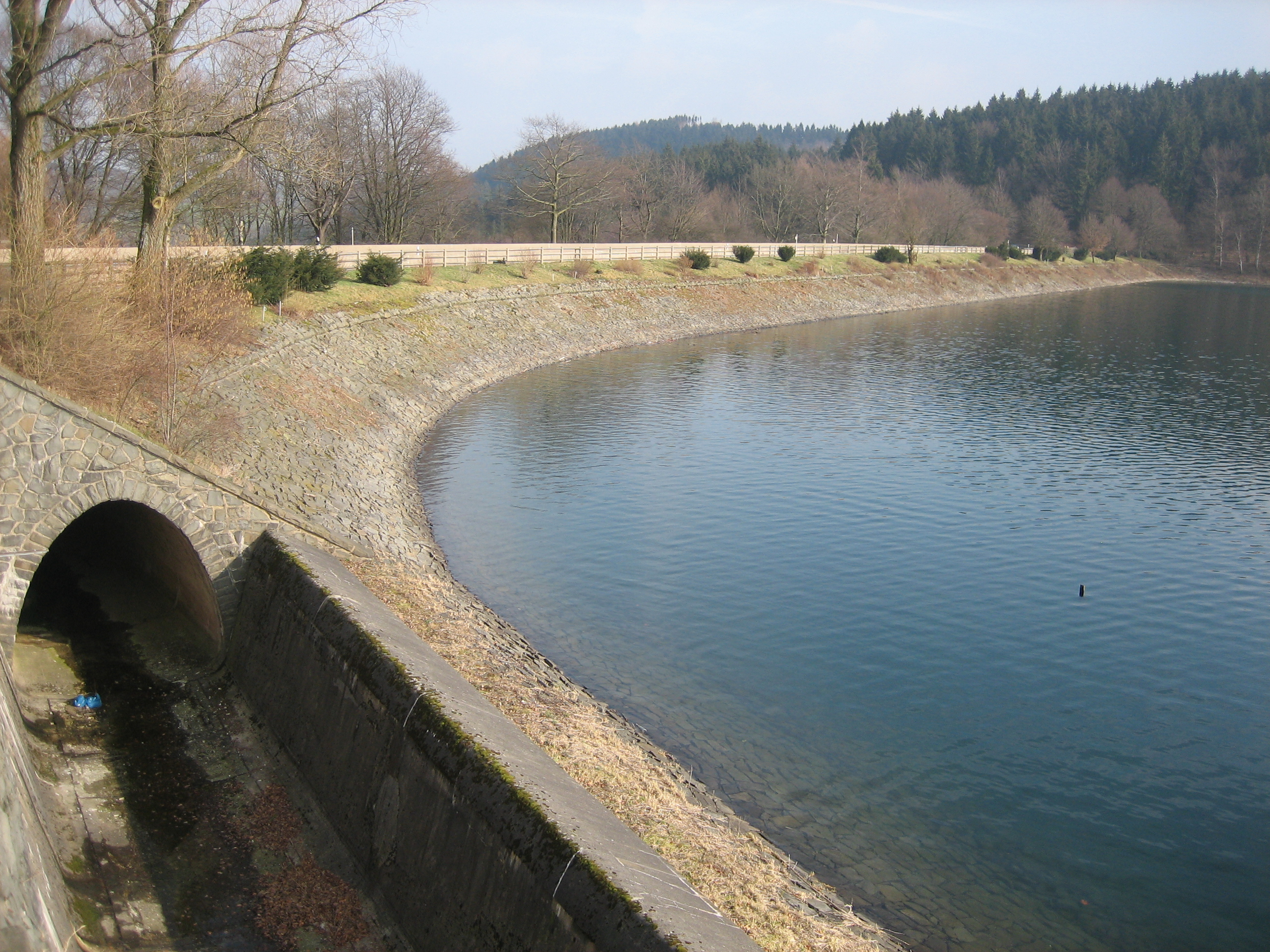
Damm der Versetalsperre mit Hochwasserüberlauf

An der Talsperre finden sich folgende Bauwerke und Betriebseinrichtungen:
Stauraum
Der fünf Kilometer lange Versesee ist bis zu 500 m breit und erreicht eine maximale Wassertiefe von 52 m. Bei Vollstau bedeckt die Talsperre incl. des Vorbeckens eine Fläche von 1,7 Quadratkilometer und besitzt dabei ein Speichervolumen von 32,9 Mio. m³.
Staudamm
Das Hauptabsperrbauwerk ist ein Steinschüttdamm mit einer mittigen Kerndichtung aus Beton. Die innen liegende Dichtwand hat ein Volumen von 61.500 m³ und reicht von der Gründungssohle bis zur Dammkrone. Die Länge des Damms beträgt an der Krone 320 Meter. Der 52 m über der Talsohle aufragende Dammkörper hat eine Höhe über Gründungssohle von 62 m.  Im wasserseitigen Dichtkörper vor der Kerndichtung nimmt die Bindigkeit zum Kern hin zu und bildet davor eine steinfreie zusätzliche Dichtungszone aus Lehm. Die Böschung ist durch eine Steinschüttung und eine darüber liegende Steinpflasterung geschützt. Der luftseitigen Stützkörper besteht aus grobem Felsmaterial mit hoher Durchlässigkeit, der mit einer Vegetationsschicht abgedeckt ist. Für die Überführung der Landstraße 561 weist die Dammkrone eine Breite von 15 Meter auf.
Kontrollstollen
Im unteren Teil der Kernmauer verläuft über die gesamte Talbreite von Hang zu Hang ein Kontrollgang. In diesen münden, ausgehend von einem oberen Kontrollstollen, die Sickerstränge aus dem Betonkern und der Sohlentwässerung, damit die Dichtigkeit des Damms überwacht werden kann.
Vorsperre

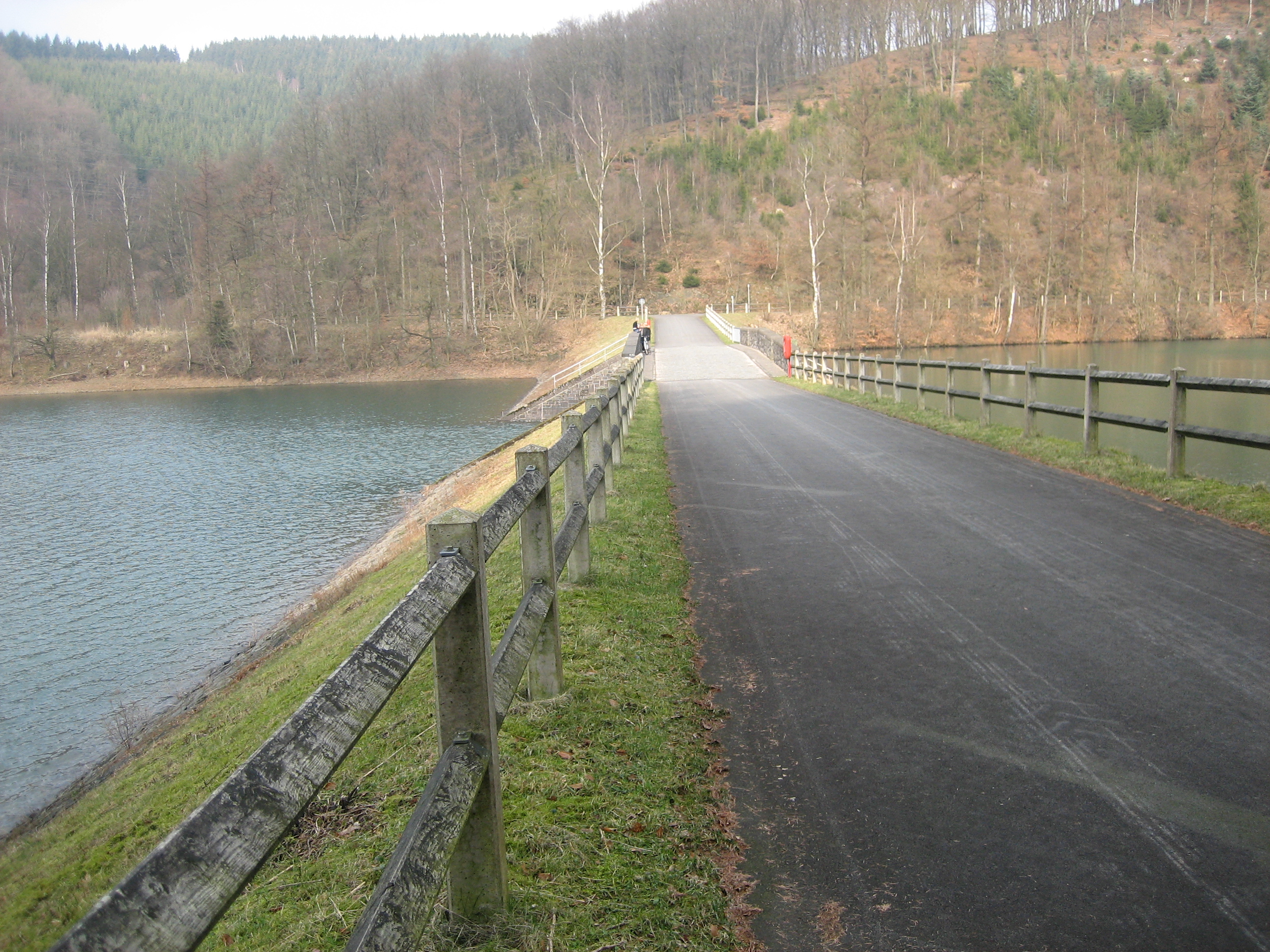
Damm der Vorsperre mit Überlaufbauwerk

Das Vorbecken bei Steinbach wird durch einen 150 Meter langen Steinschüttdamm mit Lehmkerndichtung und Spundwand abgetrennt. Der Damm mit einer Höhe von 17 Meter erzeugt über eine feste Schwelle einen Dauerstau. Dadurch können Verunreinigungen und Schwebstoffe zurückgehalten werden. Gleichzeitig ergibt sich eine Verbesserung des optischen Eindrucks im Bereich der Stauwurzel, der ansonsten durch die schwankenden Wasserstände stark vom Trockenfallen geprägt ist. Daneben ist ein Vorbecken einfacher zu entleeren und von den abgelagerten Stoffen zu befreien.
Hochwasserentlastung
In Fließrichtung auf linken Seite befindet sich vor der Dammkrone das Hochwasserentlastungsbauwerk, das im Übermaß anfallendes Wasser schadlos abführen kann und das gefährliche Überströmen der Dammkrone (siehe Dammbruch) verhindert. Das Bauwerk besitzt parallel zum Ufer ein festes Wehr aus Stahlbeton mit einer Kronenlänge von 50 Meter. In der anschließender Schussrinne aus Stahlbeton kann bei einem Überstand von 45 cm ein Abfluss von bis zu 30 m³/s erreicht werden.
Grundablass
In der Mitte unter dem Damm verlaufen zwei nebeneinander liegende Stollen, in denen jeweils eine Grundablassleitung von 80 cm Durchmesser verlegt ist. Beide verfügen jeweils über drei Verschlussorgane: am Einlauf eine Absperrklappe, in der Mitte einen Kugelhahn und am Ende zur Feinregulierung der Wasserabgabe ein Ringkolbenventil.
Kraftwerk
Am Dammfuß an der Luftseite liegt das Maschinenhaus der Wasserkraftanlage mit zwei Francis-Turbinen unterschiedlicher Leistung. Mit dem Schluckvermögen von maximal 6.440 bzw. 350 l/s können die Generatoren an den waagerechten Wellen bis zu 260 bzw. 140 kW erzeugen. Bei einem maximalen Nutzgefälle von 53,8 m beträgt die mittlere Gesamtjahreserzeugung 1,13 GWh. Betreiber des Kraftwerks ist die Lister- und Lennekraftwerke GmbH, ein 100%iges Tochterunternehmen des Ruhrverbands.
Tosbecken
Am Ende der Schussrinne und dem Ablauf aus dem Kraftwerk ist der Tosbeckenraum zur Beruhigung des turbulent abfließenden Wassers. Dahinter folgt eine Venturi-Durchflussmessung zur Messung und Kontrolle des Volumenstroms im Ablaufgerinne.
Verwaltungsgebäude
Auf der Westseite des Dammbauwerks war 1938 das Verwaltungsgebäude für die Talsperre errichtet worden. Die Zufahrt und die Fläche neben dem Gebäude ist kein öffentlicher Parkplatz.

## Steuerung der Wasserabgabe
Der Ruhrverband als heutiger Eigentümer und Betreiber steuert die Wasserabgabe der Verse über seine Talsperrenleitzentrale in Essen, wo täglich die Abgabemengen der acht betriebenen Talsperren festgelegt werden. Wichtigstes Steuerorgan sind die beiden Ringkolbenventile in den Grundablässen. Durch vorausschauende Beobachtungen des Wettergeschehens und Simulationen wird das Stauraumvolumen gezielt bewirtschaftet. Der ehemals eigenwirtschaftlich arbeitende RTV wurde 1990 mit dem Ruhrverband vereinigt, der seit 1913 im gleichen Verbandsgebiet die Abwasserreinigung für 2,2 Millionen Menschen betreibt. Neben der Niedrigwassererhöhung der Ruhr dient die Talsperre dem Hochwasserschutz und der Stromerzeugung. Um in Zeiten hoher Niederschläge oder bei Tauwetter mit Schneeschmelze die Hochwasserspitzen zu kappen, muss im Winter ein Hochwasserschutzraum frei gehalten werden.

## Verkehrsanbindung und Freizeit

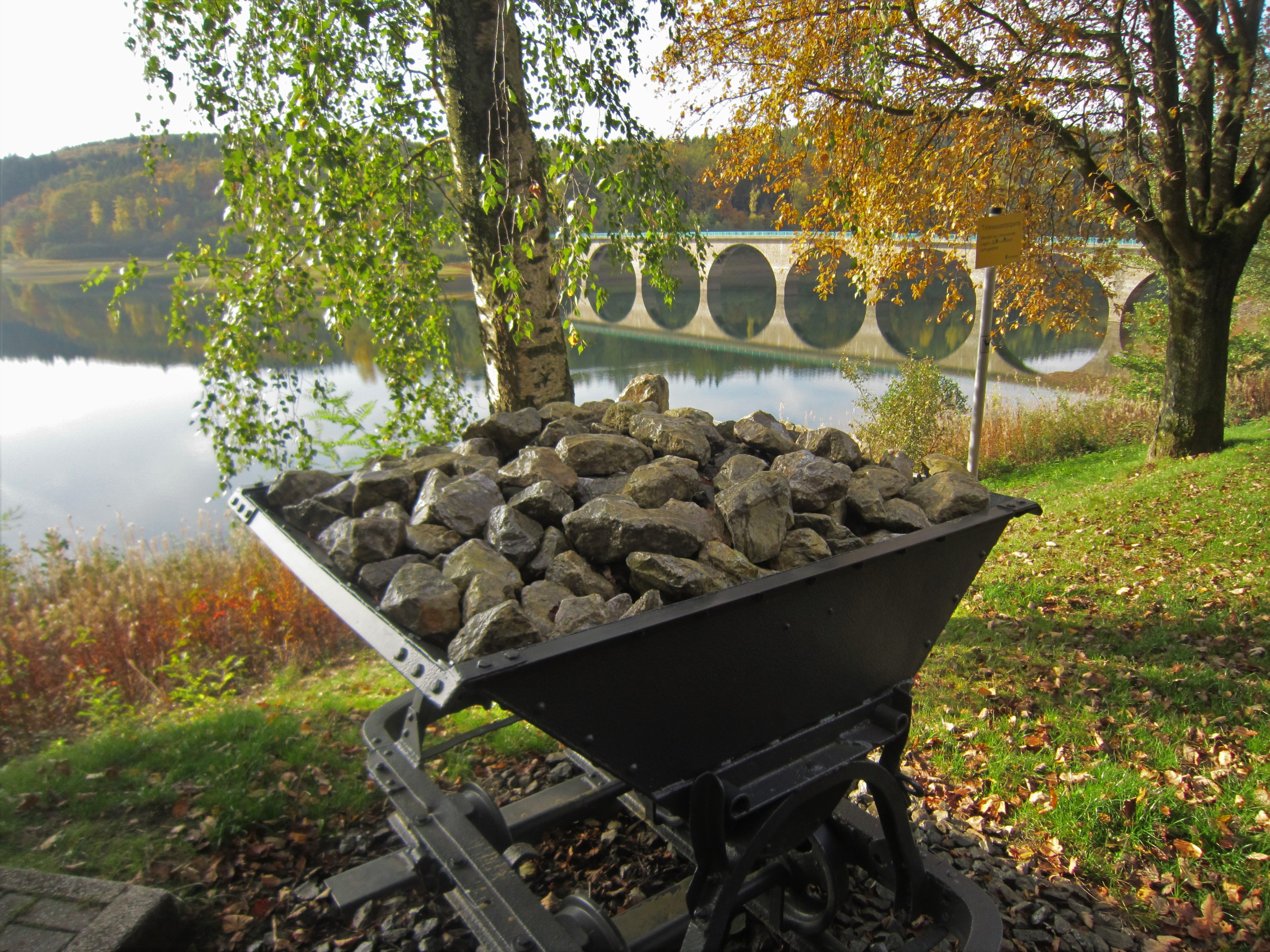
Mahnmal für die Gefangenen des „Arbeitserziehungslagers“ Hunswinkel

Durch die Lage der Sperre in der Nähe der Autobahn 45 ist sie über die Ausfahrt Nr. 15 Lüdenscheid-Süd direkt erreichbar. Größere Parkplätze finden sich auf der Ostseite des Damms in Richtung Herscheid und an der Landstraße 567 nach Süden vor der Klamer Brücke. Am dortigen Parkplatz steht das Mahnmal „Schatten der Vergangenheit“, das an das Arbeitserziehungslager Hunswinkel erinnert.(⊙)
ÖPNV-mäßig ist die Sperre vom Bahnhof in Lüdenscheid per Bus erreichbar. Die Linie 54 fährt stündlich vom ZOB nach Herscheid und besitzt zwei Haltestellen westlich und östlich des Damms.
Der östliche Randweg ist öffentlich nicht befahrbar und wird von einem Rundwanderweg berührt. Sein Ausgangspunkt ist am Parkplatz an der L561 östlich des Damms. Ein zweiter Rundwanderweg beginnt an der Klamer Brücke und läuft über die westlichen Höhen. Die L694 auf der Westseite ist zum Laufen/Wandern ungeeignet.
Die Nutzung für Freizeit- und Erholungszwecke unterliegt weitgehenden Beschränkungen, da die Talsperre 1987 zum Wasserschutzgebiet erklärt wurde. Daher ist Baden, Wassersport sowie Zelten an der Versetalsperre nicht gestattet. Für Angler gibt der Ruhrverband Angelscheine aus, die aber auf 200 Stück pro Jahr begrenzt sind. Es gelten Fanglimits und alle Fänge müssen gemeldet werden. Die fischereiliche Bewirtschaftung des Stauraums erfolgt durch die Berufsfischer des Ruhrverbands, die durch eigene Zucht für einen artenreichen und gut strukturierten Fischbestand sorgen.

## Bildergalerie

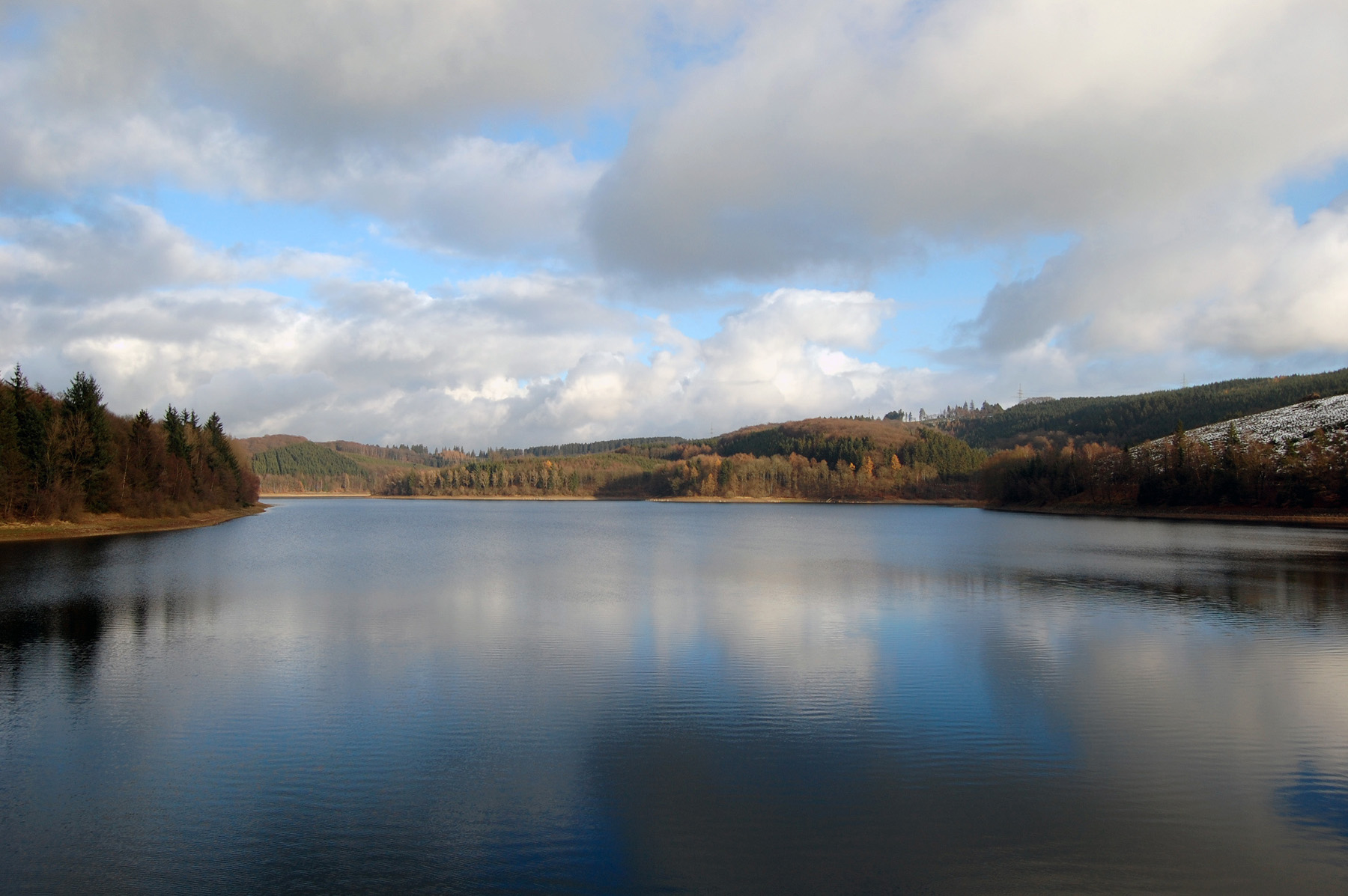
Der Stausee von der Klamer Brücke aus
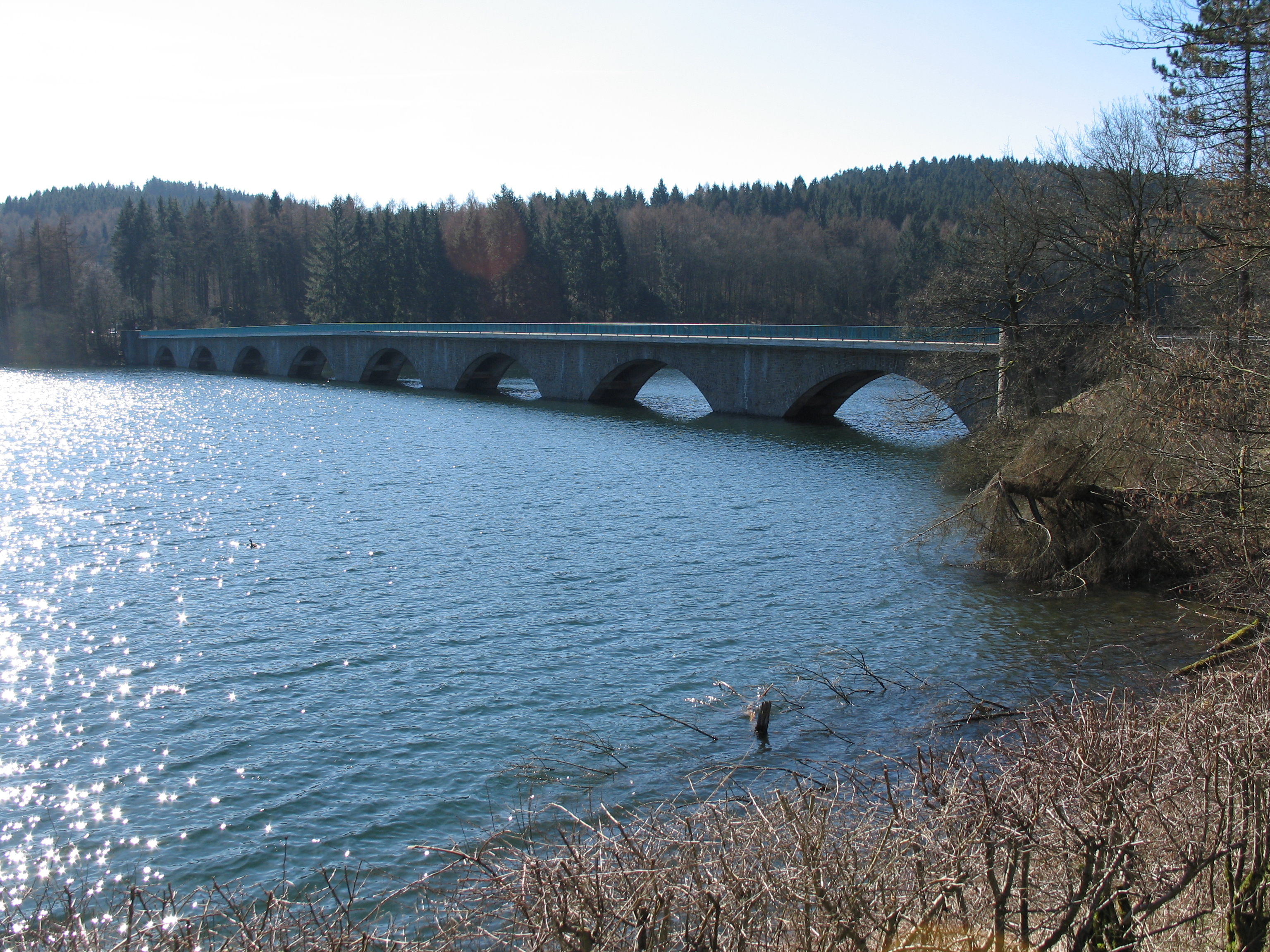
Klamer Brücke über die Versetalsperre
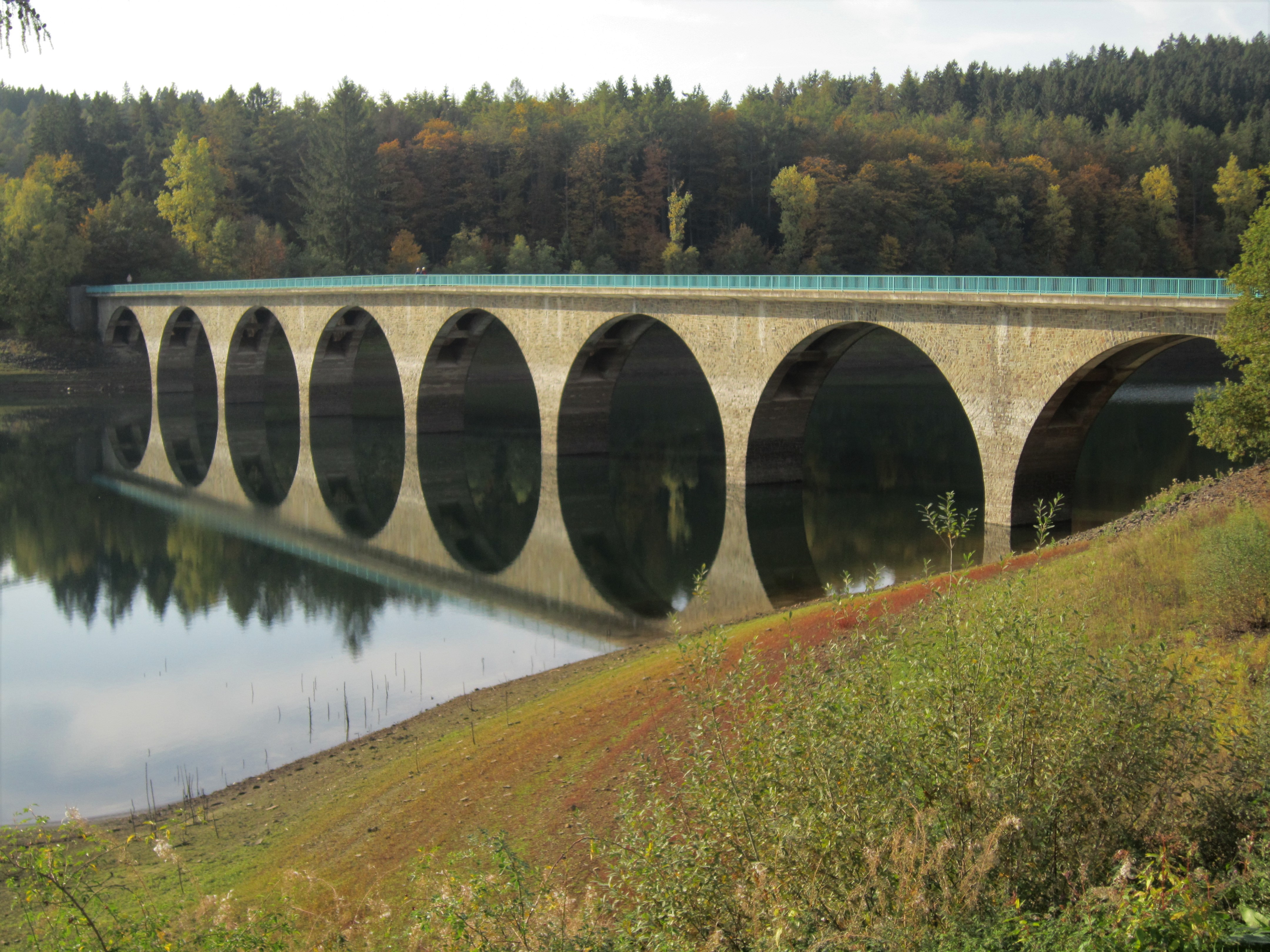
Klamer Brücke bei Niedrigwasser
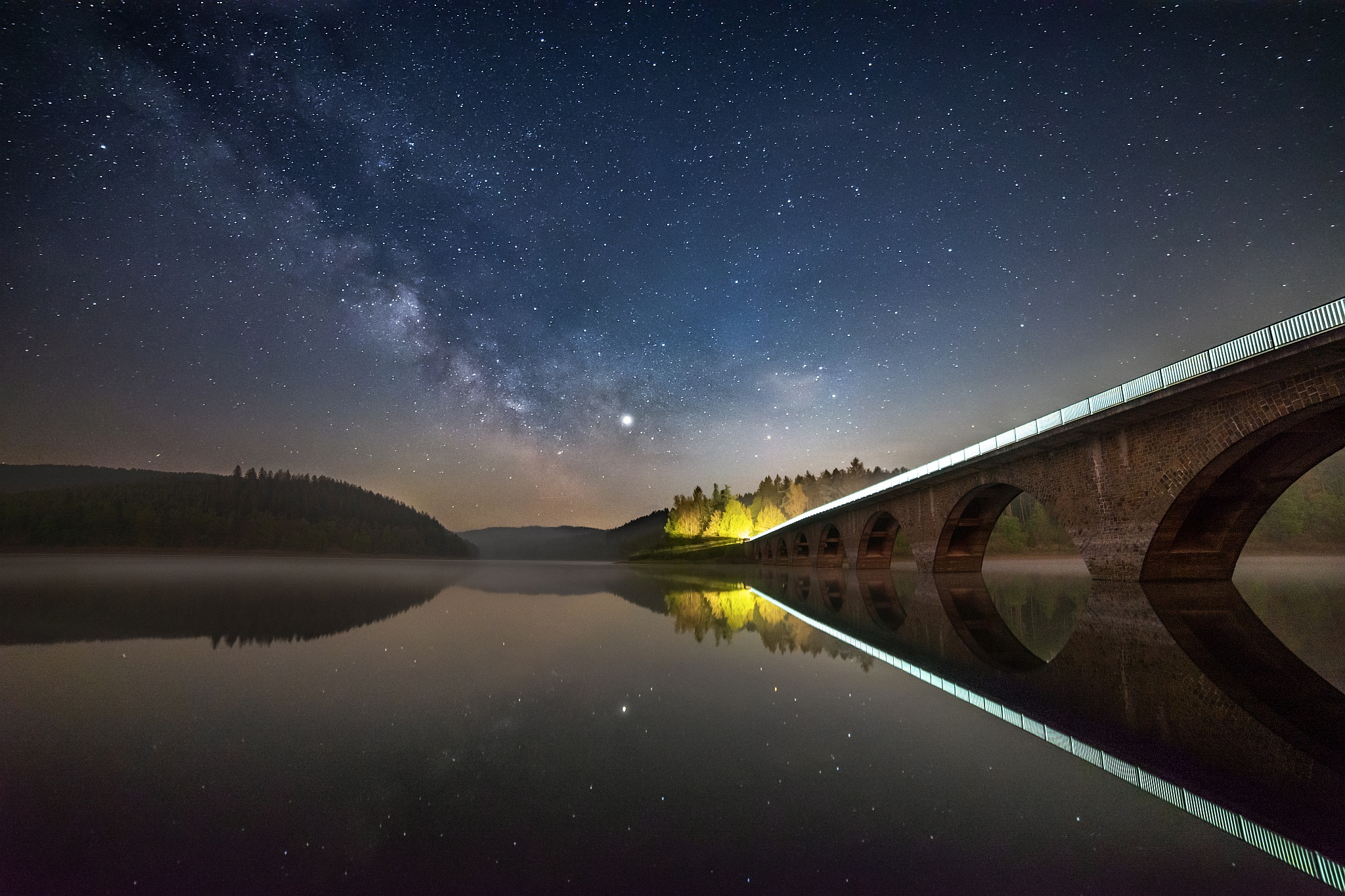
Klamer Brücke und Versetalsperre bei Nacht
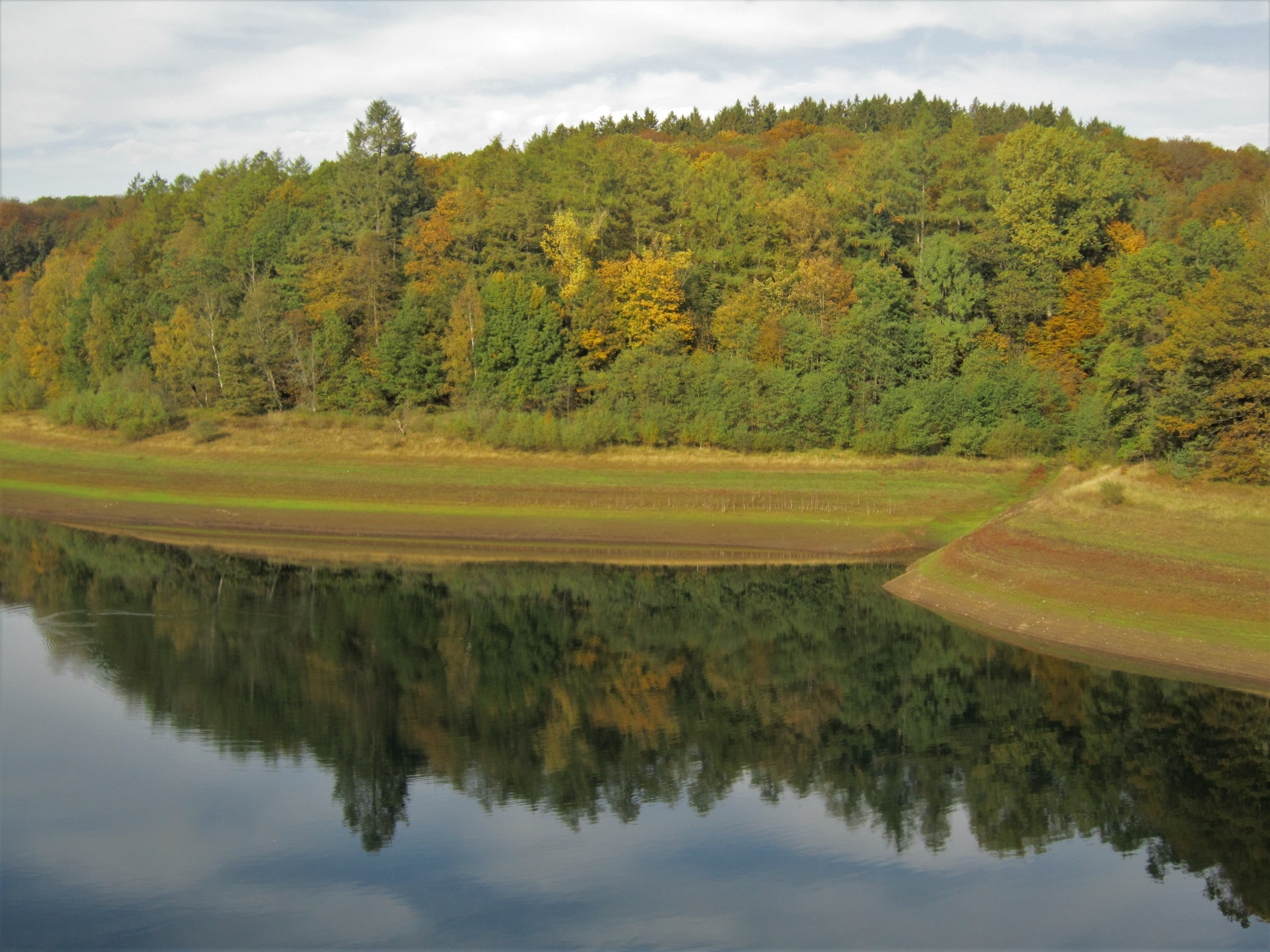
Talsperre nach zwei Dürresommern im Herbst 2019
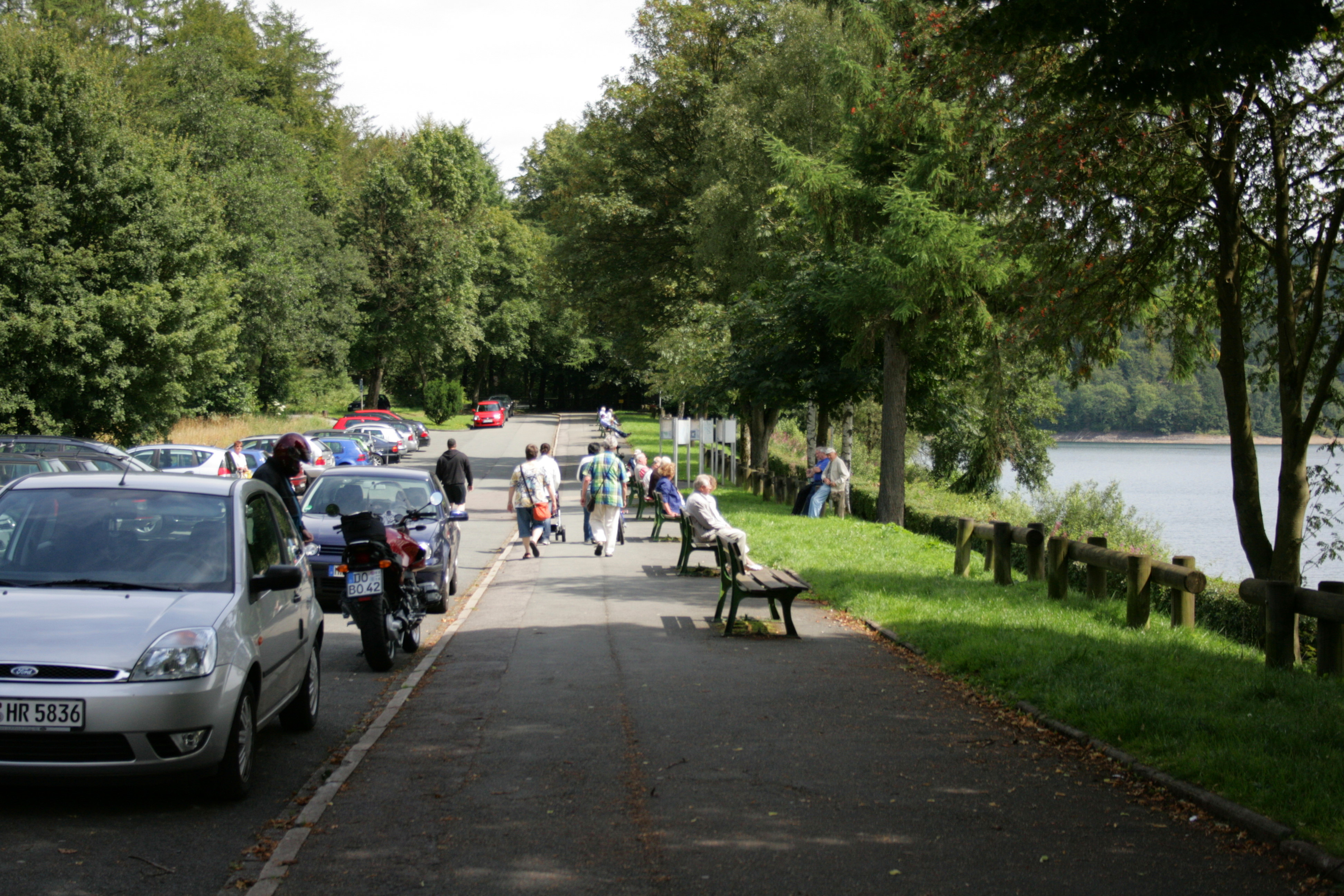
Parkplatz am Klamer Viadukt